# Unterer Kachura-See
Der Untere Kachura-See, seit 1983 offiziell parallel auch Shangri-La-See genannt, ist zusammen mit dem Oberen Kachura-See einer der zwei Kachura-Seen in Skardu (Sonderterritorium Gilgit-Baltistan, Pakistan).

## Name
An dem See befindet sich das Shangrila Resort Skardu, ein Luxushotelkomplex. Das Resort, dessen Namen so viel bedeutet wie „Himmel auf Erden“, hat unter anderem als Besonderheit ein Restaurant im Rumpf eines abgestürzten Flugzeugs. Diese Douglas DC-3 der Orient Airways schlug am 13. Oktober 1950 drei Minuten nach dem Start in der Nähe des Sees auf. Die gesamte Besatzung und die Passagiere überlebten den Absturz; darunter befand sich der Schriftsteller James Albert Michener. Inspiriert durch den Roman Lost Horizon von James Hilton, in welchem die Überlebenden eines Flugzeugabsturzes in den paradiesischen und sagenumwobenen Ort Shangri-La gelangen, zogen Bewohner von Skardu Parallelen und bezeichnen den Unteren-Kachura-See seitdem auch Shangri-La-See.

## Besonderheiten
Der Gebirgssee besitzt ein reines durchsichtiges Wasser, dessen Temperatur im Sommer maximal 15 °C erreicht und im Winter vollständig gefriert. Er liegt in 2.319 Meter Höhe über dem Meeresspiegel. Aufgrund seiner Lage in den Bergen herrscht an dem See im Sommer ein gemäßigtes Klima mit geringen Niederschlägen. Von April bis Oktober fallen die Temperaturen von tagsüber bis zu 27 °C (April) auf Tageswerte nicht über 8 °C (Oktober). Zwischen Dezember und Januar sind Temperaturen unter −10 °C normal, wobei Minimalwerte von −25 °C erreicht werden können.
Die normale Straßenverbindung vom See nach Skardu verläuft über eine vom Karakorum Highway abzweigende Straße durch das Tal von Skardu. Während der Wintermonate ist der See, genauso wie Skardu, aufgrund von Lawinen verschütteter Straßen oft für mehrere Wochen von der Außenwelt abgeschnitten. Kleinflugzeuge und Hubschrauber stellen während dieser Periode die einzige Verbindung her. Die Unterkünfte in der Umgebung sind beliebte Ausgangsbasen oder Basislager für Trekkingtouren und Expeditionen zu den Achttausendern.

## Galerie (Auswahl)

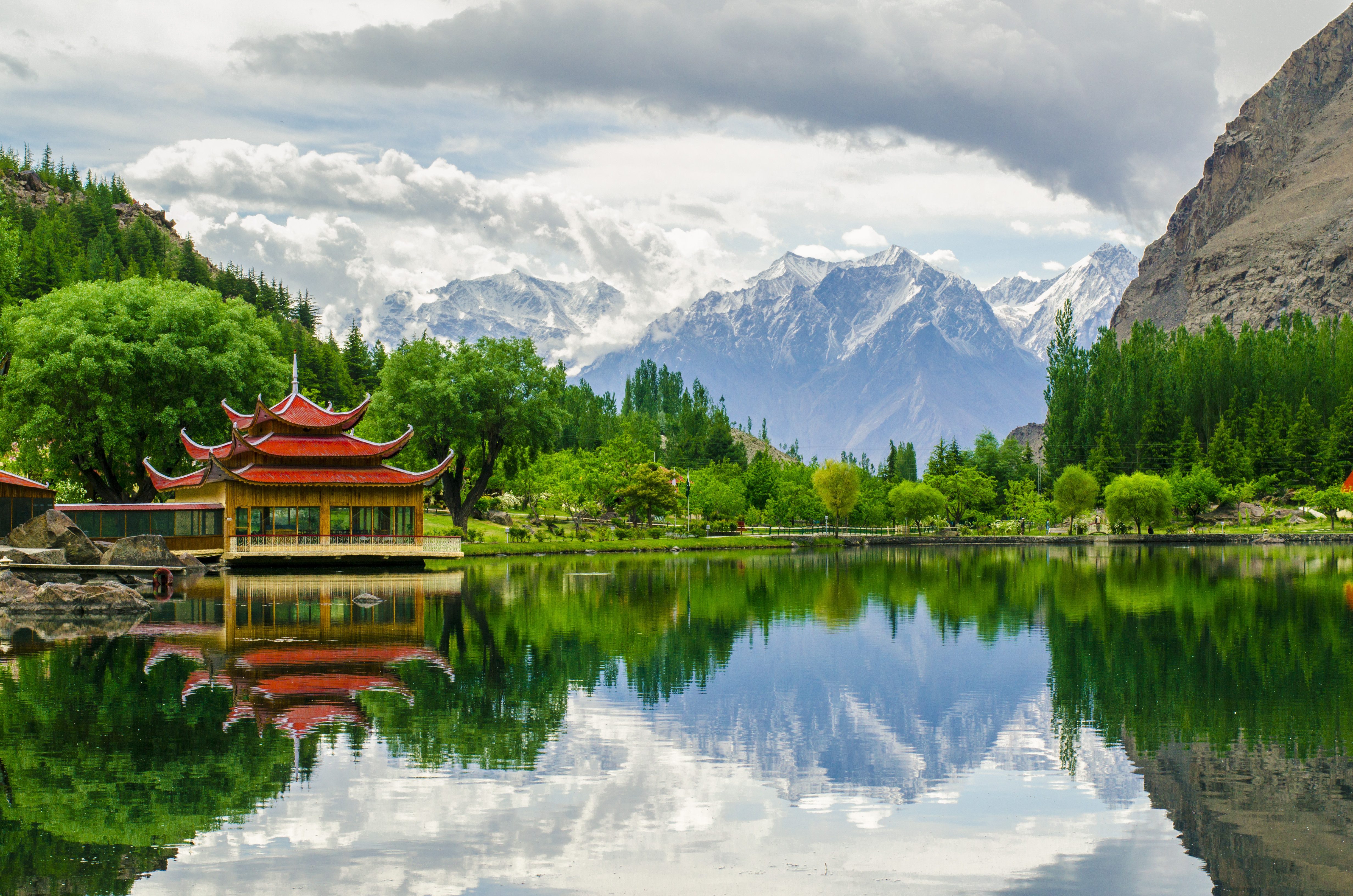
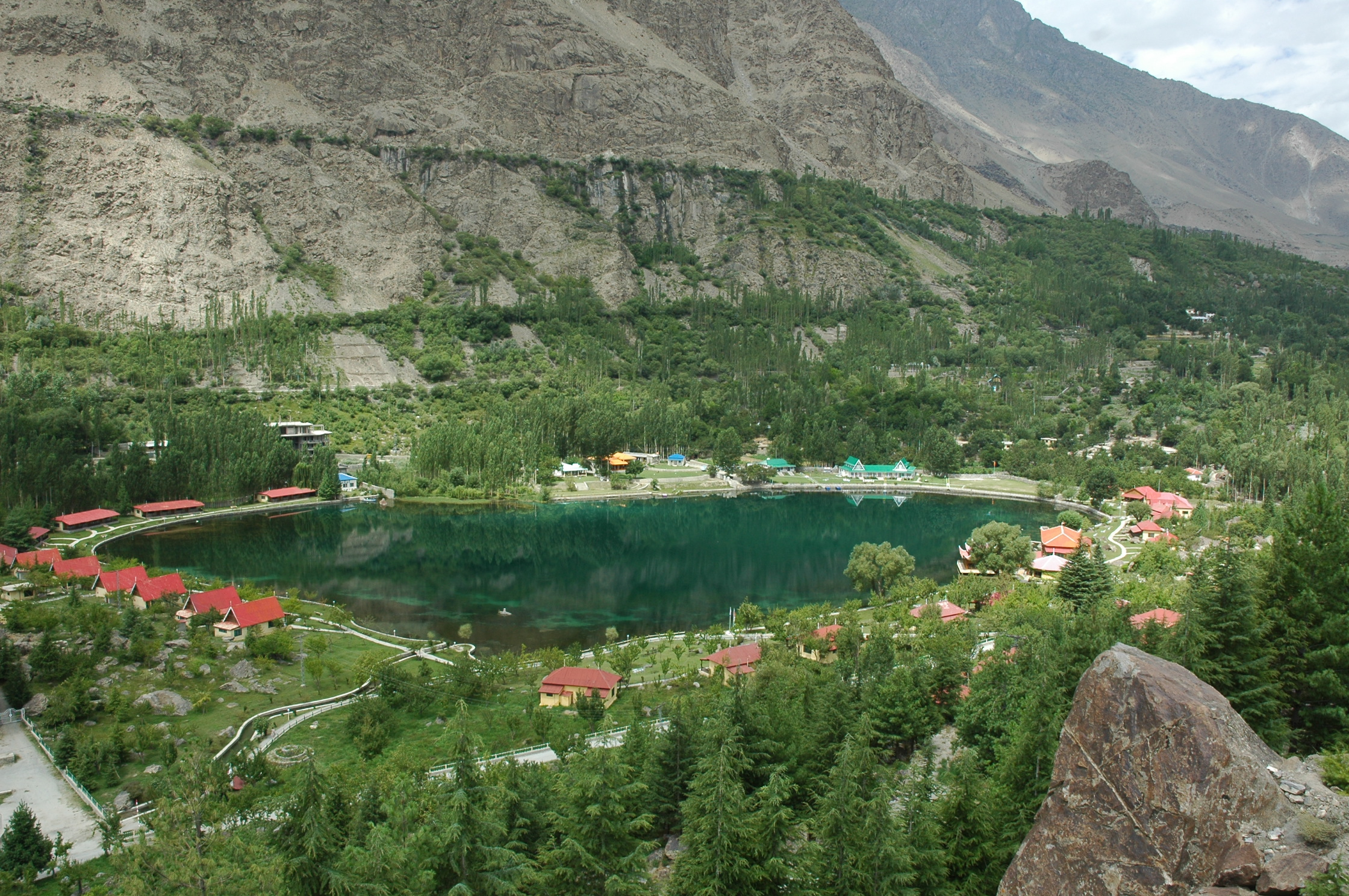
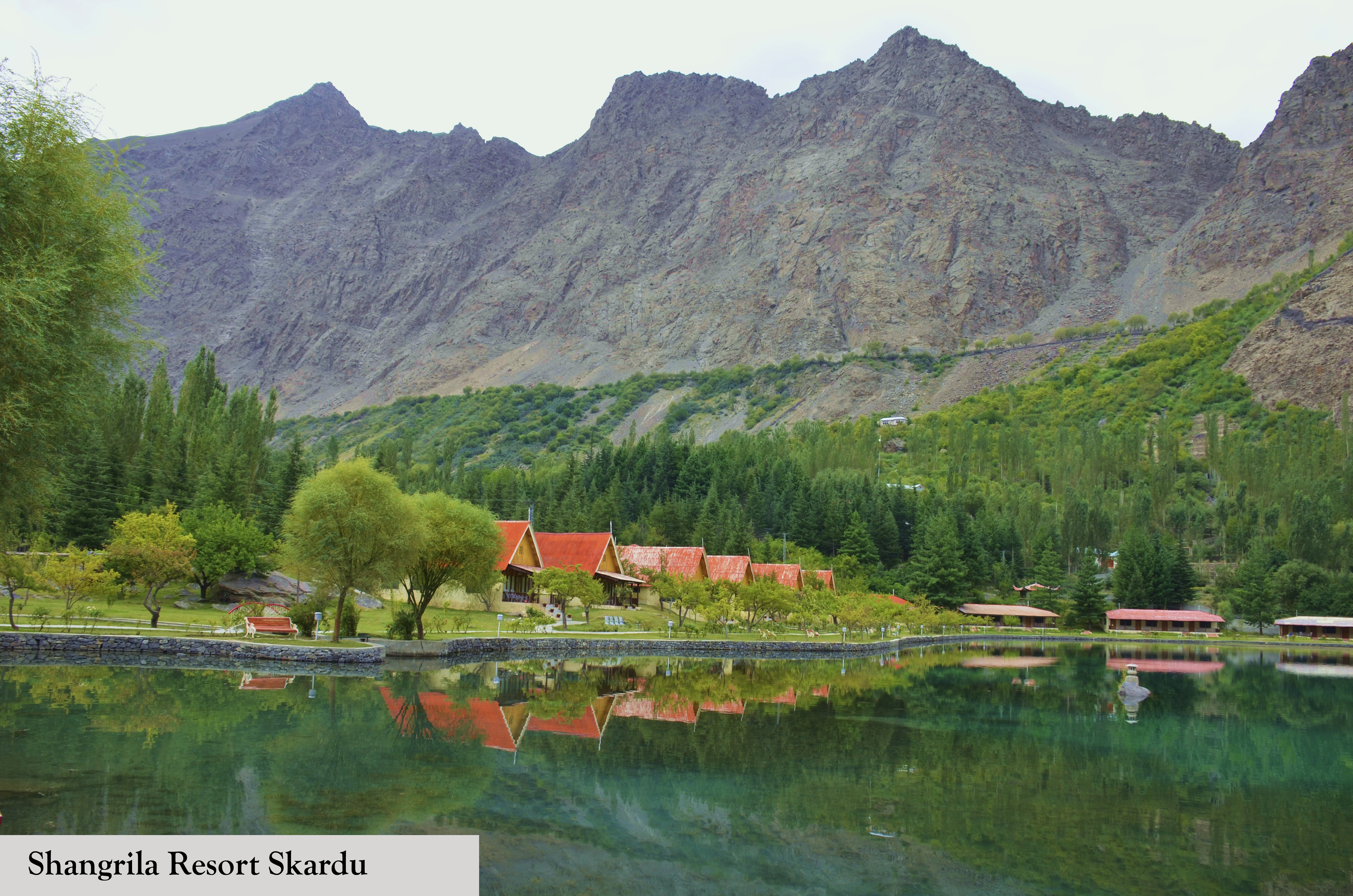
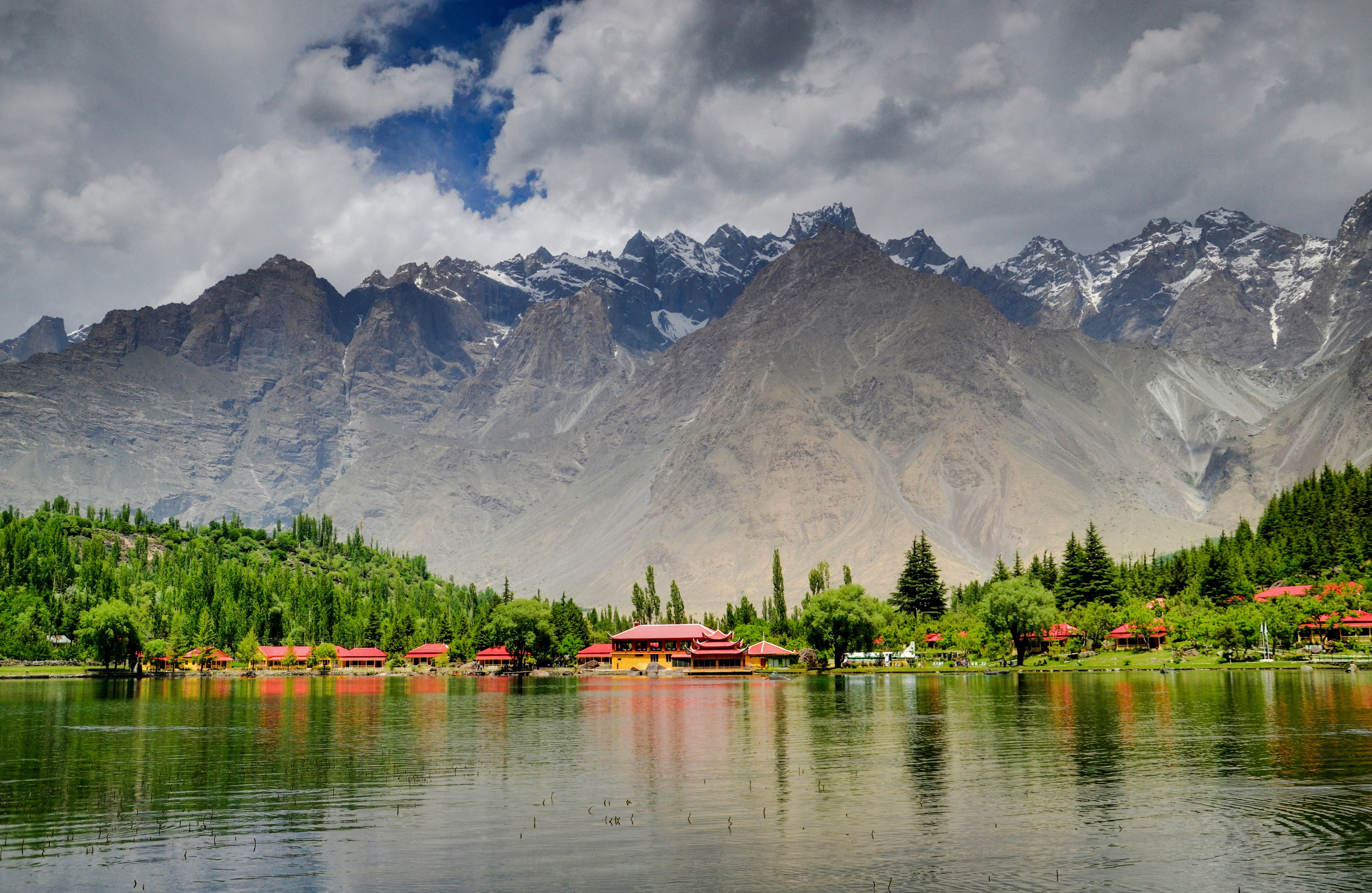
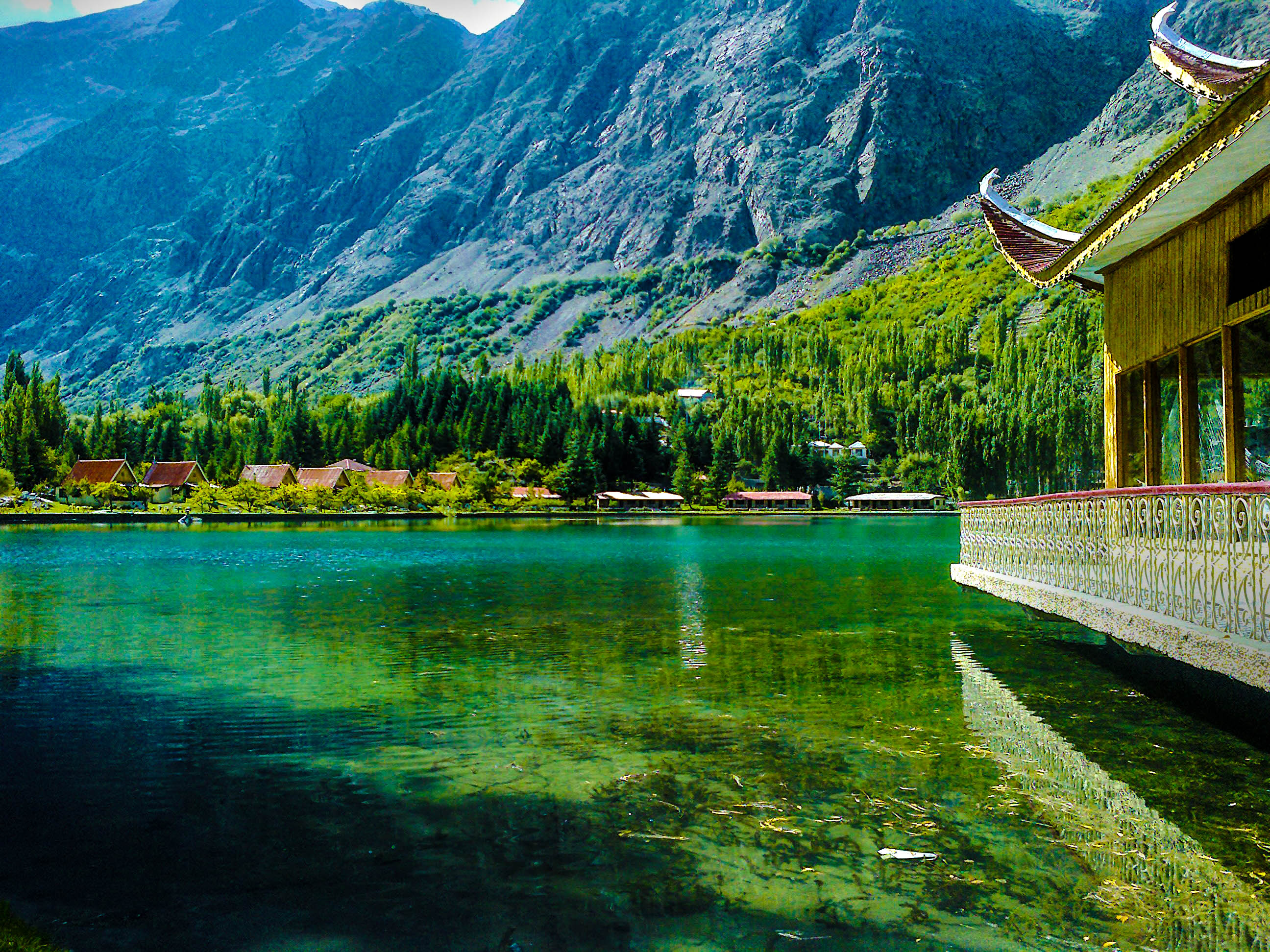
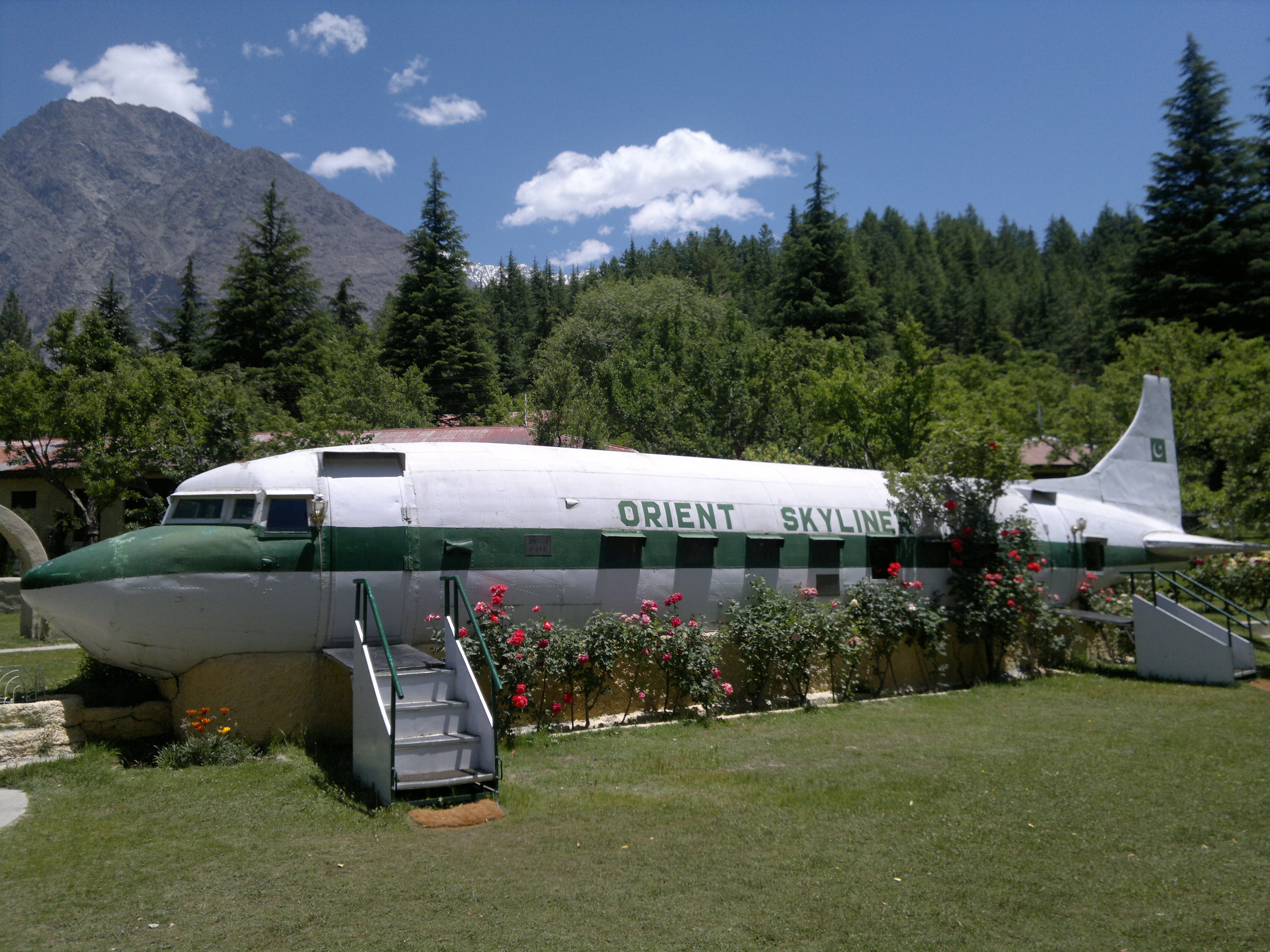